# Joséphine Marchand
Joséphine Marchand (dite aussi Joséphine Dandurand), née le 5 décembre 1861 à Saint-Jean-sur-Richelieu et morte à Montréal le 2 mars 1925, est une journaliste, écrivaine, dramaturge, conférencière et militante féministe québécoise. Aux côtés de son mari Raoul Dandurand, elle mène de nombreux combats pour le féminisme, le nationalisme canadien-français, le suffrage féminin, l'art et la culture, les lettres ainsi que l'éducation et l'instruction publique. Par ses écrits et ses discours, Joséphine contribue au développement du féminisme au Québec et au Canada.

## Biographie

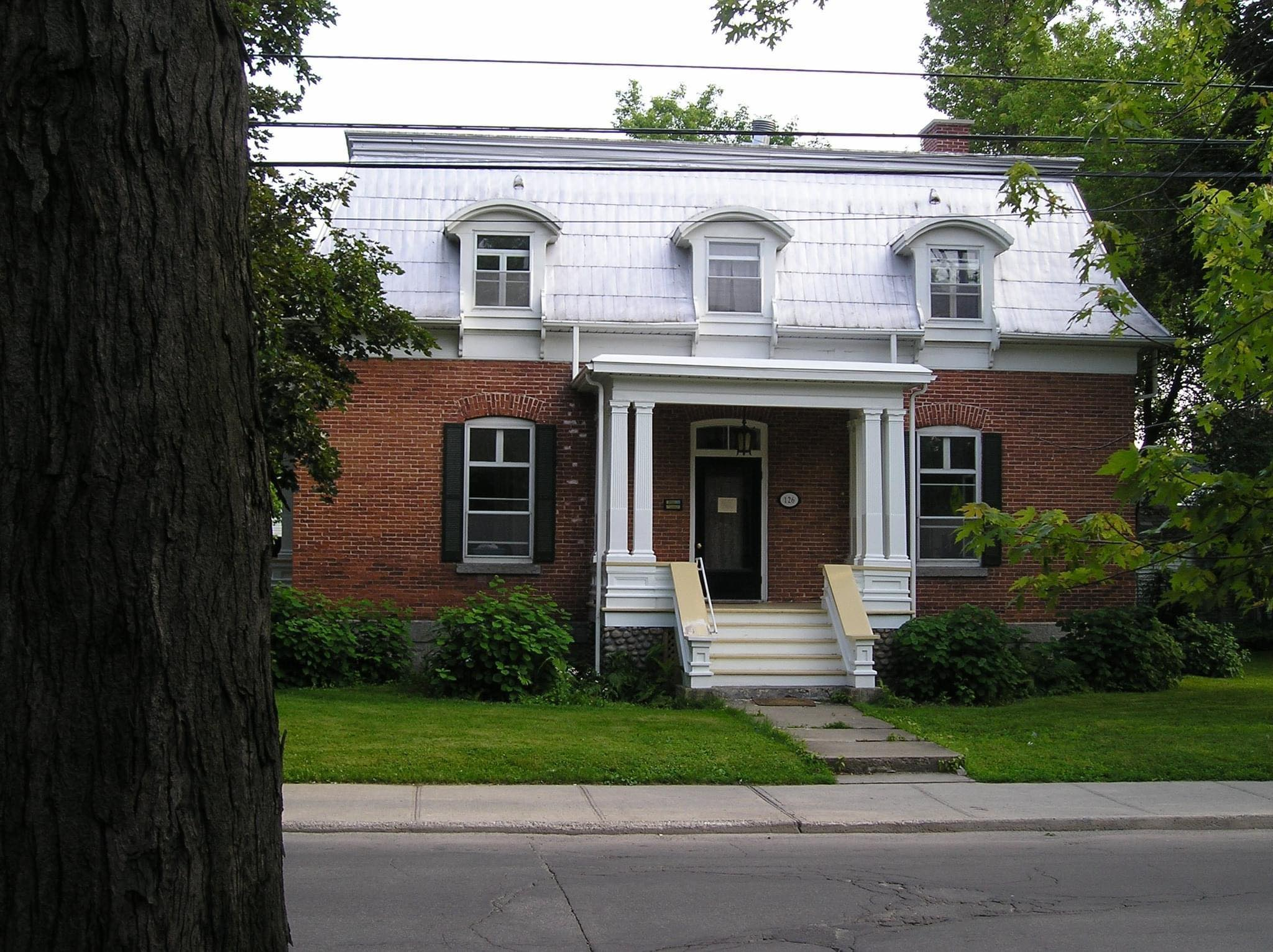
La maison familiale de Joséphine Marchand située au 126, rue Saint-Charles, à Saint-Jean-sur-Richelieu.

### Jeunesse et milieu familial
Joséphine-Hersélie-Henriette Marchand naît le 5 décembre 1861 à la ferme Beauchamp, à Saint-Jean-sur-Richelieu, dans une famille qui compte déjà six filles et un garçon. Son père, Félix-Gabriel Marchand, est un agriculteur, notaire et journaliste originaire de Saint-Jean-sur-Richelieu. Il est aussi un  fermier bourgeois (gentleman farmer) comme son propre père, Gabriel Marchand, avec qui il partage d'ailleurs des convictions politiques liées au Parti rouge, l'ancêtre du Parti libéral du Canada et du Québec. En 1860, il fonde avec deux associés, Isaac Bourguignon et Charles Laberge, Le Franco-Canadien, qui devient plus tard Le Canada français. Intimement associé au Parti libéral naissant, il s'agit du second plus vieux journal francophone nord-américain encore publié à ce jour. Puis, en 1873, Félix-Gabriel Marchand participe à la fondation de la banque de Saint-Jean-sur-Richelieu.
Félix-Gabriel Marchand se lance entre-temps en politique. Il est élu député de la circonscription de Saint-Jean en 1867 sous la bannière libérale. Il sera par la suite secrétaire provincial sous le gouvernement Joly de Lotbinière (1878-1879), président de l'Assemblée législative sous le gouvernement Mercier (1887-1892), chef de l'opposition officielle après l'élection de Charles-Eugène Boucher de Boucherville (1892-1897) avant d'être lui-même élu premier ministre en 1897, poste qu'il occupera jusqu'à sa mort en 1900. La mère de Joséphine, Hersélie Turgeon, est une femme cultivée originaire de Terrebonne. Son père Louis Turgeon est cultivateur et membre de la bourgeoisie libérale. Il est d'ailleurs parent avec Joseph-Ovide Turgeon, qui siège au Conseil législatif du Bas-Canada jusqu'à sa mort en 1856. Hersélie est éduquée au couvent des Sœurs de la Congrégation de Notre-Dame à Saint-Roch, dans la ville de Québec.
Le couple Marchand accueille fréquemment des intellectuels et des politiciens dans leur maison, que la famille occupe à partir de 1869. Durant sa jeunesse, Joséphine côtoie ainsi ce milieu riche et stimulant intellectuellement. Joséphine développe très tôt un intérêt pour la lecture et l’écriture. Dans la bibliothèque de son père, elle a accès aux œuvres des grands écrivains canadiens-français de l'époque, tels que Benjamin Sulte, Joseph Marmette, Arthur Buies, Faucher de Saint-Maurice. Elle est aussi bien renseignée sur l'actualité française grâce aux journaux que son père reçoit. Ces conditions favorables sont peu communes chez les femmes vers la fin du XIXe siècle. Le couple Marchand porte justement une attention particulière à l'éducation de leurs enfants. Comme ses sœurs, Joséphine est instruite au pensionnat des sœurs de la Congrégation de Notre-Dame à Saint-Jean-sur-Richelieu, où elle s'intéresse à la littérature française et anglaise, langue qu'elle maîtrise d'ailleurs très bien. Son frère est pour sa part pensionnaire au collège de Saint-Hyacinthe avant de poursuivre des études en droit à l'Université Laval. Joséphine ne conserve toutefois pas de bons souvenirs de sa jeunesse comme pensionnaire. Dans son journal intime, elle compare le lieu à une prison. Malgré tout, ses résultats scolaires s'avèrent excellents: « Je reçois les premiers prix de français, d'anglais et de musique, une belle médaille [...] » écrit-elle à sa mère en 1878, à la fin de sa dernière année de pensionnat.

### La carrière journalistique
Le 18 juillet 1879, Joséphine, qui a alors 17 ans, commence à rédiger un journal intime et commence pour ainsi dire une carrière d'écrivaine. Pendant plus de vingt ans, elle y consigne ses idées, ses observations et ses sentiments. Plus tard, quand elle aura véritablement commencé sa carrière d'écrivaine et de journaliste, ce journal intime deviendra en quelque sorte un carnet de travail où elle trouve des idées pour certaines de ses chroniques. À l'âge de 18 ans, ses premiers textes paraissent dans des journaux comme Le Franco-Canadien, La Patrie et L'Opinion publique. Elle les signe sous le nom de Josette ou de Josephte. Quelques années plus tard, après la parution d'un texte dans L'Opinion publique, Honoré Mercier, un député et collègue de son père à l'Assemblée législative, lui offre d'écrire deux chroniques par mois dans le même journal. Cette proposition marque le véritable début de sa carrière de journaliste, que son père, mentor sévère, encourage. Elle y a rapidement du succès. Joséphine, écrivaine polyvalente, ne se limite pas aux chroniques: on retrouve sous sa plume des nouvelles et même un conte de Noël, qu'elle publie en 1883. Elle réalise par ailleurs, en 1882, la pièce Quand on s'aime, on se marie.
Le féminisme sera, durant toute sa vie, le moteur de sa carrière: « Un seul mobile a toujours guidé ma plume, écrit-elle en 1924 : l’intérêt et le bien de mes sœurs canadiennes. La dignité, l’élévation morale, la culture intellectuelle de ma compatriote, tels sont les sujets sur lesquels je lui ai offerts quelques conseils ».

### Le mariage avec Raoul Dandurand
Joséphine rencontre l'avocat Raoul Dandurand pour la première fois en 1882, lors d'une soirée à Montréal dans la famille d'Honoré Mercier. Dans ses mémoires, Raoul raconte cette rencontre: 
« J'avais lu des articles et des chroniques signées [sic] du pseudonyme "Josette" quand je fis la connaissance de leur auteur. [...] Elle me demanda si je m'intéressais aux choses de la France; je lui dis combien me passionnaient les débats de la Chambre française, que j'étais en train de lire les trente volumes de Thiers sur la Révolution, le Consulat et l'Empire, et que j'étais partisan de la République. Tout de suite, je m'aperçus qu'elle était très au courant de tout ce qui concernait la France; elle lisait, m'expliqua-t-elle, les journaux français que recevait son père M. Marchand ». 
Tous deux nés en 1861, Joséphine et Raoul proviennent du même milieu, dominé par les idées libérales et nationalistes, et se passionnent pour la politique, la littérature et la France. Pour reprendre la formule de Marie Lavigne et Michèle Stanton-Jean, « ils se sont admirés avant de s'aimer ». Les deux commencent à se fréquenter la même année et, lentement, au fil de leur correspondance, la fascination fait place à l'affection. Raoul la demande enfin en mariage à l'été 1884. À cette époque, Raoul s'implique déjà au Parti libéral, dont il préside le Club national, un organe servant à la fois de lieu d'échange et de formation pour les jeunes politiciens libéraux. Ensemble, le jeune couple s'insurge contre l'exécution de Louis Riel par le gouvernement de John A. Macdonald, événement qui a un impact énorme sur le nationalisme canadien-français qui se développe à l'époque.
Raoul et Joséphine se marient à Saint-Jean-sur-Richelieu le 12 janvier 1886. Il en est fait mention dans Le Franco-Canadien. Ils emménagent à Montréal quelques semaines plus tard, après un court voyage à New York. Alors qu'ils préparent un voyage en Europe, Joséphine tombe enceinte de Gabrielle, leur fille unique, qui voit le jour en décembre 1886.

### La revueLe Coin du feu
La naissance de sa fille ne freine pas la carrière journalistique de Joséphine, qui continue à publier des textes régulièrement. En 1887, Honoré Mercier est assermenté comme premier ministre de la province de Québec et le père de Joséphine, qui devient président de l'Assemblée législative, déménage à Québec. À l'occasion d'une soirée mondaine organisée par sa mère afin de lever des fonds pour l'hôpital de Saint-Jean, Joséphine présente une nouvelle version de sa pièce de théâtre Quand on s'aime, on se marie devant les membres de l'élite politique de la ville de Québec, ce qui lui vaut les critiques élogieuses des journalistes. La même année, elle publie aussi un premier livre intitulé Contes de Noël, dont la préface est signée par Louis Fréchette. À partir de cette époque, elle délaisse un peu sa carrière d'écrivaine au profit de celle de journaliste et chroniqueuse, pour laquelle elle se croit mieux outillée.

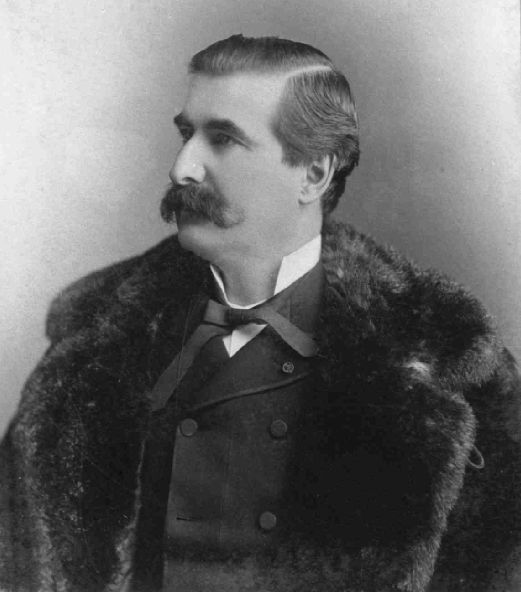
Honoré Mercier, premier ministre de la province de Québec (1887-1891).

Raoul et Joséphine effectuent un premier voyage en Europe en 1891. Il s'agit autant d'un voyage touristique que politique puisque Raoul accompagne Honoré Mercier, en mission en France, en Belgique et en Italie. À son retour, Joséphine publie un récit de ce voyage dans La Patrie. Ce moment s'avère très important pour elle puisque c'est là qu'elle développe l'idée de fonder une revue destinée à un lectorat féminin. Sa réputation d'écrivaine et d'intellectuelle n'est alors plus à faire, et Joséphine est bien connue dans le milieu culturel, politique et littéraire. Entre 1883 et 1893, elle signe 37 articles dans divers journaux, traitant, avec un style éloquent et recherché, de sujets allant de l'alcoolisme au divorce, de la politique à la poésie.
Dans un texte intitulé « Notre clergé », publié en première page de La Patrie le 17 septembre 1892, elle dénonce les dérives du clergé canadien-français à la suite d'un scandale impliquant le vicaire sulpicien Julien-Marie Guihot. Le débat, pour le moins épineux puisque l'Église dispose d'une influence considérable dans la province, illustre le courage politique de Joséphine, qui est dénoncée avec virulence avec d'autres journalistes et par l'archevêque de Montréal, Édouard-Charles Fabre. Au cours de cette polémique, elle est attaquée à plusieurs reprises par les journaux catholiques et conservateurs, qui considèrent que le rôle d'une femme n'est pas de se positionner sur de tels sujets. Malgré les nombreuses critiques, « Notre clergé » s'avère un texte important pour Joséphine puisqu'il contribue à l'établir fermement comme autrice féministe et libérale.
En janvier 1893, Joséphine fonde la revue Le Coin du feu, la première publication féministe francophone du Canada. Elle bénéficie de l'appui indéfectible de Raoul. On y retrouve, en plus de chroniques traitant de l'actualité, des textes féministes, des rubriques sur la culture, les enfants et l'hygiène ou encore des nouvelles et feuilletons d'auteurs français comme Honoré de Balzac. Parmi ses collaboratrices, Joséphine compte notamment Marie Guérin-Lajoie, Gaëtanne de Montreuil ainsi que Robertine Barry. Louis Fréchette et Arthur Buies y signent aussi parfois des textes. La revue, qui est même distribuée auprès des Franco-Américaines établies dans le nord-est des États-Unis, connaît un vif succès. L'objectif de Joséphine est, avant tout, d'éduquer les jeunes femmes et de les intéresser à la littérature et à la culture. Il ne s'agit pas, de son propre aveu, d'inciter les femmes à devenir avocates, même si Le Coin du feu n'hésite jamais à remettre en question la société de la fin du XIXe siècle. Malgré sa proximité avec les idées libérales - son père étant devenu chef de l'aile québécoise du Parti libéral en 1892 et son mari y étant aussi fortement impliqué - Joséphine désire que sa revue soit apolitique, même si elle n'y parviendra jamais entièrement.

### Le Conseil national des femmes du Canada

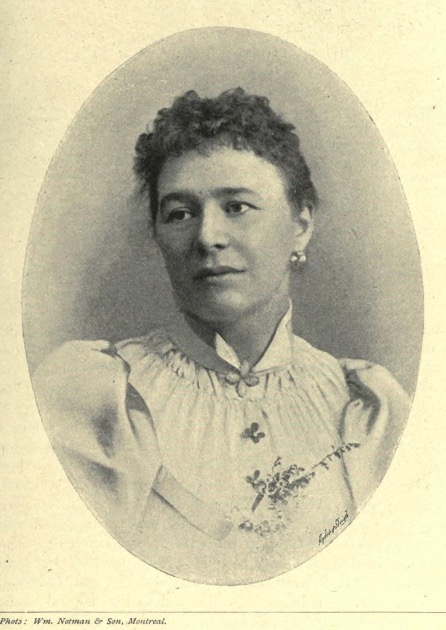
Ishbel Hamilton-Gordon, Lady Aderbeen, en 1895.

En 1893, elle rejoint le Conseil national des femmes du Canada, fondé par Ishbel Hamilton-Gordon, Lady Aderdeen, une aristocrate, écrivaine et féministe britannique qui séjourne au Canada durant le mandat de son mari, John Hamilton-Gordon, qui est gouverneur général. C'est Lady Aberdeen qui, prenant connaissance des écrits de Joséphine, l'invite à rejoindre l'organisation. Le Coin du feu devient rapidement un relais des idées féministes dont le nouvel organisme fait la promotion.
La même année, Joséphine participe à la création du Conseil local des femmes de Montréal et en devient l'une de ses vice-présidentes l'année suivante. Très impliquée au sein de ces deux organismes, elle occupe également la fonction de vice-présidente pour la province de Québec au Conseil national des femmes du Canada. En 1894, elle prononce une allocution en anglais remarquée durant la première séance du « Parlement féminin », un congrès organisé à Ottawa par Lady Aderdeen. Elle y fait mention de la question des écoles du Manitoba et se porte au secours de l'enseignement du français dans le Canada anglais. Joséphine devient par le fait même l'une des premières Canadiennes à s'être exprimer publiquement sur cette épineuse question qui fait alors les manchettes.
En 1896, elle fait la promotion, dans Le Coin du feu, du troisième congrès de l'organisation, qui se tient à Montréal et qui comporte des séances en français, une première. L'événement, qui connaît un succès moins important que les deux congrès précédents, accueille néanmoins Wilfrid Laurier, alors chef de l'opposition libérale à Ottawa, ainsi que Louis Fréchette.
Durant ces années, en tant que vice-présidente du Conseil national des femmes du Canada, elle défend de nombreux enjeux comme la presse, l'hygiénisme, l'éducation supérieure des femmes et le suffrage féminin, auquel elle se montre rapidement favorable. Par ses talents d'oratrice et d'écrivaine, elle contribue ainsi au rayonnement du féminisme au Canada, malgré l'opposition à laquelle le mouvement doit alors faire face.

### L'Œuvre des livres gratuits

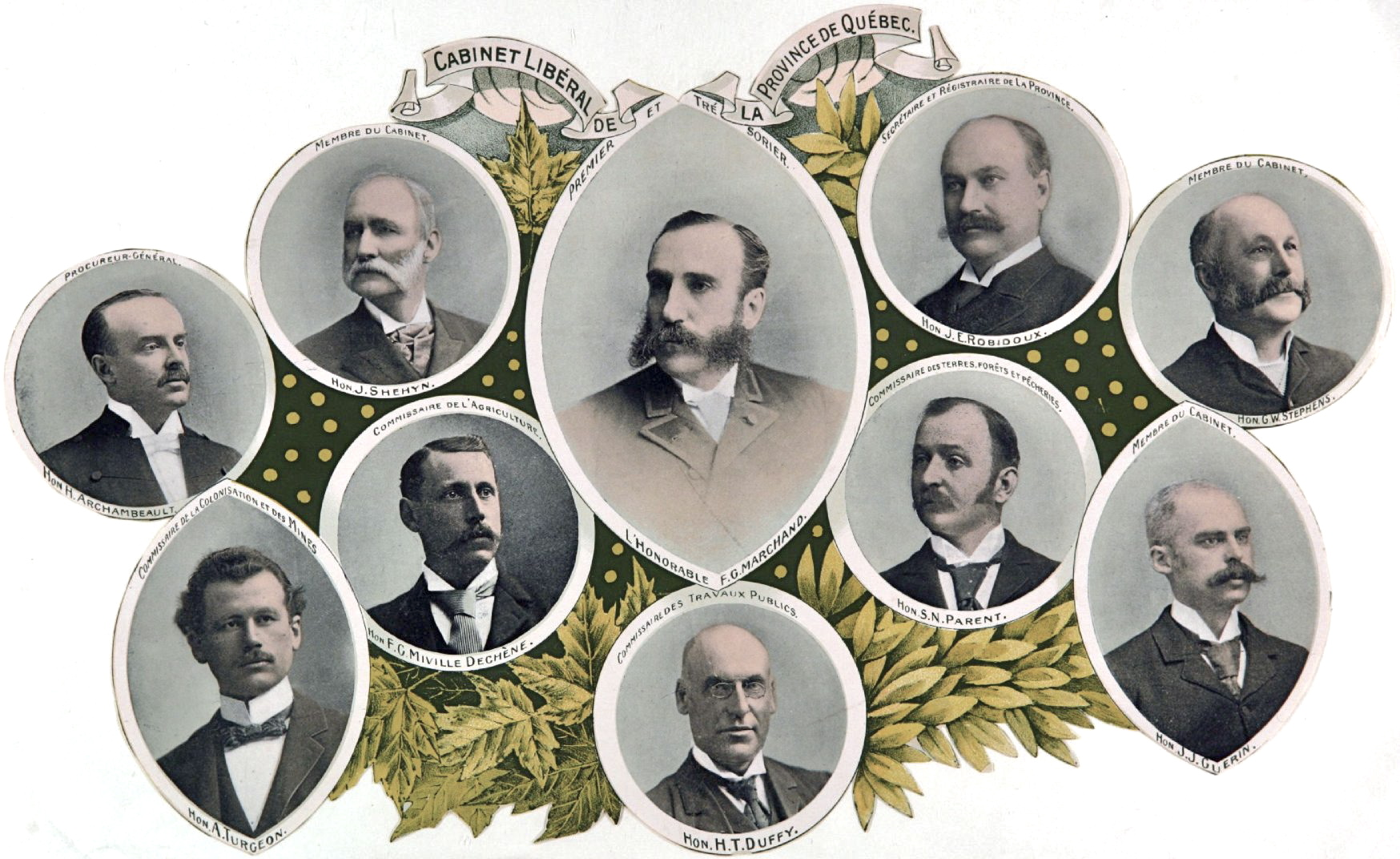
Le gouvernement de Félix-Gabriel Marchand, 1897.

Près de quatre ans après la parution de son premier numéro, Le Coin du feu met fin à ses activités en décembre 1896. Joséphine nourrit un second projet d'envergure, dont elle avait d'ailleurs fait l'annonce dans sa revue en janvier 1896. Soucieuse de soutenir l’alphabétisation et la lecture dans les milieux défavorisés, elle fonde en 1898 l'Œuvre des livres gratuits, « une bibliothèque ambulante » qui expédie des livres gratuitement à des particuliers et à des écoles partout dans la province. Les livres circulent principalement par le biais des institutrices dans les régions éloignées du Québec. Il s'agit d'un projet résolument féministe qui vise à instruire les femmes qui sont elles-mêmes responsables de l'éducation des enfants à la maison et à l'école. Celui-ci s'inscrit aussi dans la mouvance laïque et concurrence le monopole que détient l'Église en matière d'instruction publique, ce qui vaut à Joséphine de nombreuses critiques de la part du milieu clérical. Il s'agit d'années fort occupées pour Joséphine, qui accompagne son mari et son père, élu premier ministre du Québec en 1897, dans leurs fonctions officielles.
Elle réalise rapidement l'ampleur de son nouveau projet, qui fait la promotion de l'égalité de l’éducation et qui devient rapidement très exigeant, comme Joséphine le relate dans son journal intime le 19 novembre 1898 : « Une seule inquiétude me hante ou plutôt une grosse préoccupation : c'est l'Œuvre des livres gratuits, dont l'administration est l'affaire d'une vie d'efforts constants et intelligents. La besogne, je le crains, est au-dessus de mes facultés ; et la responsabilité de la conduite d'une pareille machine, que j'ai eu l'imprudence de mettre en branle, est troublante ». Marchand souhaite que cette action mène à la création de bibliothèques et de salles de lecture publiques. Ses efforts ne donneront finalement pas les résultats espérés, mais ils contribuent au développement de la lecture dans la province de Québec.

### L'Exposition universelle de Paris

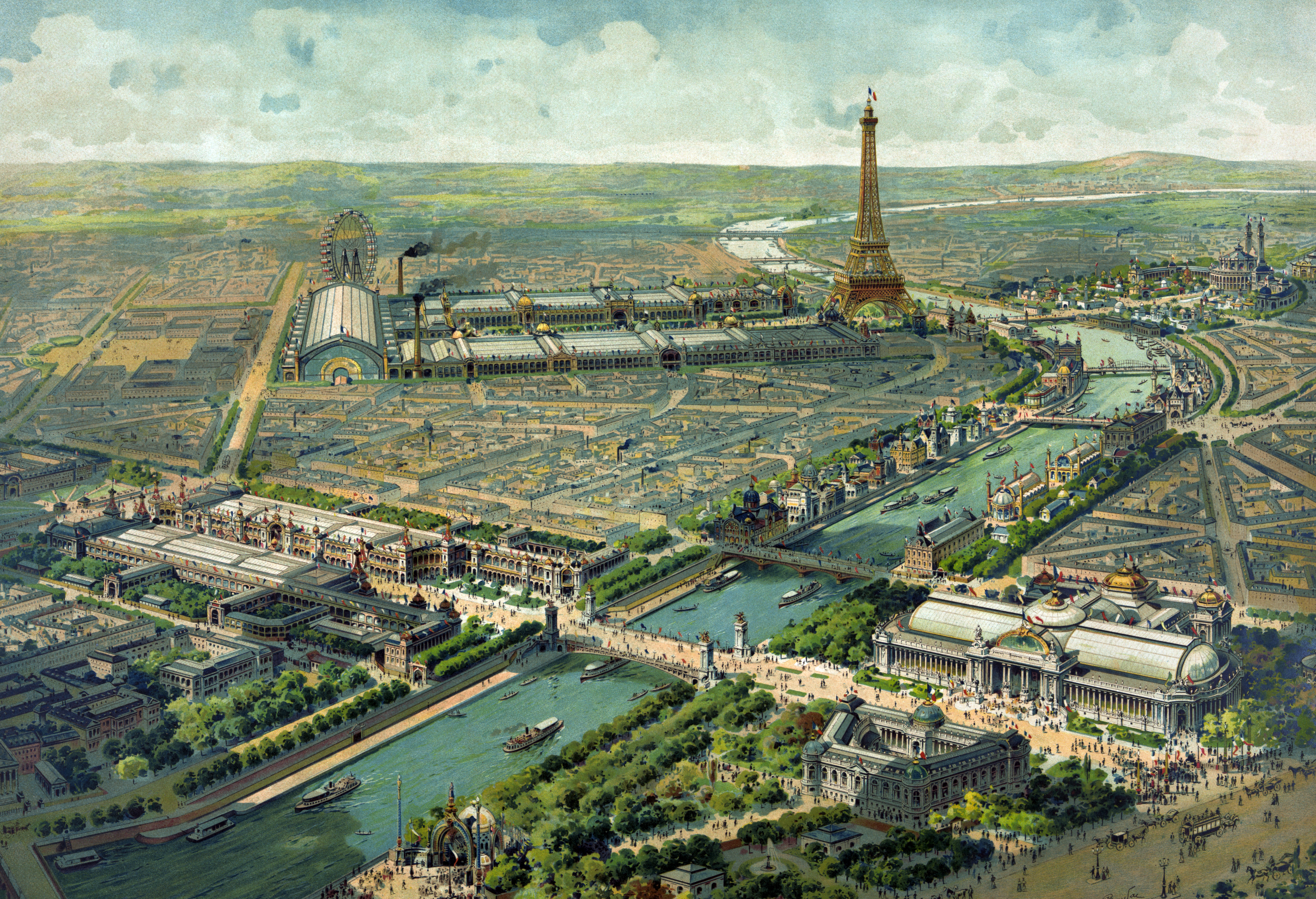
Vue panoramique de l'Exposition universelle de 1900

Au début du XXe siècle, la carrière de Joséphine est bien établie et sa renommée n'est plus à faire. En marge de ses interventions comme oratrice publique, elle publie deux pièces de théâtre pour enfants, Ce que pensent les fleurs en 1895 et La carte postale en 1896. Toujours en 1896, elle publie Rancune, une réédition de Quand on s'aime, on se marie. Au début de 1898, elle est nommée officier d'Académie par le gouvernement français en reconnaissance de ses efforts dans la promotion des lettres françaises. En 1899, elle est choisie pour représenter le Conseil national des femmes du Canada au Congrès international des femmes qui doit se tenir à Londres la même année. Elle ne s'y rend pas cependant. L'année suivante, elle est nommée par le gouvernement canadien Honorary Lady Commissionner du Canada à l'Exposition universelle de Paris, avec sa collaboratrice Robertine Barry comme adjointe. C'est d'ailleurs Raoul, nommé sénateur par Wilfrid Laurier en 1898, qui y représente officiellement le Canada. Il s'agit de l'une des premières véritables représentations diplomatiques du Canada à l'étranger.
Durant l'Exposition, elle prononce des allocutions pour lesquelles elle est remarquée devant le congrès des femmes qui se tient en marge de l'événement. C'est pendant ce séjour parisien qu'elle est admise au sein de la Société des gens de lettres, une association française réunissant des écrivains. Habituée des milieux littéraires français et forte de la réputation acquise durant cette période, Joséphine sera admise en 1906 au Club Lyceum de Paris, une société culturelle fondée par des femmes. Alors qu'ils poursuivent leur voyage en Europe après l'Exposition universelle, Joséphine et Raoul apprennent que la santé de Félix-Gabriel Marchand est extrêmement précaire. Ils retournent prestement dans la province de Québec pour demeurer à son chevet. Le père de Joséphine décède en septembre 1900.

### Le combat pour «l'art national»
Au terme de cette année mouvementée, Joséphine entreprend un nouveau combat au service de l'art national, dont elle constate l'immense pauvreté lorsqu'elle la compare à l'Europe, avec ses musées, ses théâtres et sa riche scène artistique et culturelle. Elle entreprend de nombreuses démarches auprès des gouvernements provincial et fédéral afin que l'État soutienne plus activement les arts, la musique et la culture, qui sont alors dominés par des productions étrangères. Ce combat, qu'elle mène durant près d'une décennie, commence à porter fruit au tournant des années 1900. En 1911, la Galerie nationale du Canada s'installe dans de nouveaux locaux, plus grands et situés dans l'Édifice commémoratif Victoria, à Ottawa. La même année, le gouvernement québécois commence à financer des bourses pour que des gens puissent aller étudier la musique à l'étranger. Clotilde Coulombe en est la première récipiendaire. Ce programme, jugé insuffisant, sera considérablement bonifié en 1920.

### Le féminisme francophone et l'accès aux études supérieures
Au début du XXe siècle, le féminisme francophone se développe progressivement, même si le milieu est encore dominé par les anglophones. Il y a toutefois une bonne entente entre les deux groupes, l'un catholique et francophone, l'autre protestant et anglophone, œuvrant au sein du Conseil national des femmes du Canada. En marge de sa participation active à cet organisme, Joséphine s'implique aussi à l'Association Saint-Jean-Baptiste, dont son mari est l'un des directeurs. Avec quelques  épouses de membres de l'Association, elle contribue à la création d'un comité féministe en 1902. La « section des dames patronnesses » s'implique particulièrement dans le domaine des œuvres de charité et de l'éducation. Le comité devient une organisation à part entière en 1907, avec l'aval du clergé, et prend le nom de Fédération nationale de Saint-Jean-Baptiste. Joséphine, qui était impliquée au sein de l'ancienne section, participe peu aux activités de la nouvelle fédération, qui s'inscrit plutôt dans la mouvance du féminisme chrétien.
Elle prend toutefois part au premier congrès de la Fédération, en juin 1907, afin de présenter le rapport de l'Œuvre des livres gratuits, désormais parrainée par l'organisation. Lors d'une allocution, elle aborde le sujet de l'éducation supérieure chez les femmes francophones. Ces dernières, contrairement à leurs comparses anglophones de l'Université McGill, n'ont alors qu'un accès extrêmement restreint à l'enseignement universitaire. Ces propos, qu'elle tient d'ailleurs devant des membres du clergé, s'avèrent particulièrement audacieux dans le Québec du début du XXe siècle, qui voit d'un mauvais œil la perspective que des femmes aient accès à de telles études. Quelques années plus tôt, en 1904, Marie Sirois, la première Canadienne française à obtenir un diplôme de l'Université Laval, n'avait même pas pu assister à sa collation des grades, à la demande des autorités universitaires. Joséphine s'indigne notamment du fait que des Canadiennes françaises doivent poursuivre des études en anglais, à l'Université McGill ou à Toronto, puisqu'il n'y a aucune alternative francophone au Québec. En 1911, Marie Gérin-Lajoie, une collaboratrice de longue date de Joséphine, sera la première montréalaise à obtenir un diplôme de l'Université Laval à Montréal, qui deviendra plus tard l'Université de Montréal.
L'accès à l'éducation est l'un des grands combats de Joséphine et de Raoul, pour qui le progrès passait par une meilleure instruction publique. Le couple avait d'ailleurs vigoureusement soutenu le projet de création d'un ministère de l'Instruction publique par le gouvernement Marchand, projet qui sera adopté par l'Assemblée législative, mais qui sera finalement rejeté par la majorité conservatrice siégeant au Conseil législatif de la province, un échec qu'ils acceptent mal. C'est une lutte que Raoul mènera au niveau politique jusqu'à la fin de sa vie. Il faudra attendre la Révolution tranquille pour que le Québec se dote enfin d'un ministère de l'Éducation, dont le premier responsable sera Paul Gérin-Lajoie, le petit-fils de Marie Gérin-Lajoie.

### Les dernières années
Alors que la Première Guerre mondiale éclate, la santé de Joséphine décline, conséquence de l'albuminurie dont elle souffre. Durant ces années, Raoul et Joséphine s'impliquent dans le domaine des œuvres de guerre visant à soutenir non seulement l'effort militaire canadien mais aussi à venir en aide aux victimes du conflit. La condition de Joséphine s'aggrave après le conflit armé. Ce sont des années très occupées pour Raoul, qui s'implique d'abord dans la course à la chefferie du Parti libéral à la suite du décès de Wilfrid Laurier, en 1919, puis dans la campagne électorale de 1920. Dans les années 1920, il est souvent à Ottawa ou en Europe, où il est président et délégué canadien de la Société des Nations. C'est la première fois que le couple est séparé aussi longtemps. Joséphine se remet à écrire, après quelques années de pause, même si ses publications se font beaucoup plus rares.
Joséphine s'éteint le 2 mars 1925 des suites d'une grippe. La nouvelle de son décès est reçue avec consternation. L'élite politique canadienne - des sénateurs, des ministres, des députés et même le premier ministre canadien William Lyon Mackenzie King -, assistent à ses funérailles. Ce n'est qu'au lendemain de son décès que son mari a accès à son journal intime, qu'elle avait abandonné vingt-cinq ans plus tôt.

## Œuvres
- Contes de Noël (1889)[73]
- Ce que pensent les fleurs (1895)
- La Carte postale (1896)
- Rancune (1896)
- Nos travers (1901)[74]